# José Luiz Plein
José Luiz Plein Filho (ur. 25 kwietnia 1951 w Santa Maria) – brazylijski piłkarz, grający na pozycji pomocnika, trener piłkarski.

## Kariera piłkarska

### Kariera klubowa
W 1970 rozpoczął karierę piłkarską w Inter de Santa Maria. Potem występował w klubach Grêmio, Caxias, EC Juventude, Esportivo, Bento Gonçalves, Brasil de Farroupilha, Glória de Vacaria, gdzie zakończył karierę w 1988 roku.

## Kariera trenerska
Rozpoczął karierę szkoleniowca w roku 2003. Trenował kluby: EC Juventude, Glória, Grêmio, Criciúma i Guarani-VA.

## Sukcesy i odznaczenia

### Sukcesy piłkarskie
Grêmio
- mistrz Campeonato Brasileiro Série A: 1981
- mistrz Campeonato Gaúcho: 1981
- mistrz Torneio Mar del Plata - El Salvador: 1981

Coritiba
- mistrz Campeonato Paranaense: 1974, 1975, 1976